# Büssing A5P
Büssing A5P — пулемётный бронеавтомобиль Германской империи периода Первой мировой войны, один из первых немецких бронеавтомобилей. Разработан в конце 1914 года фирмой Büssing в рамках неофициального конкурса на проект бронеавтомобилей для Германской имперской армии. Хотя проект потерпел неудачу в конкурсе, три изготовленных экземпляра Büssing A5P ограниченно применялись в боевых действиях 1915—1916 годов.

## История создания
Столкнувшись в Первую мировую войну с броневиками Бельгии и стран Антанты, немецкое командование приняло решение создать собственный бронеавтомобиль. Оно заказало разработку прототипов сразу трём автомобильным компаниям — Ehrhardt, Daimler и Büssing.
Компания Büssing с 1910 года производила артиллерийские тягачи на базе трактора, а уже в ноябре 1914 года она разработала защищённый бронеплитами автомобиль, который по габаритам превосходил другие два прототипа (Daimler model 1915 и Ehrhardt E-V/4). Он обладал полным приводом, двумя рулевыми комплектами (в передней и задней части корпуса), высоким клиренсом, поворотной башней и 10 пулемётными люками. Три пулемёта были закреплены стационарно, ещё шесть пулемётчиков могли перемещаться между отверстиями для стрельбы. Предусматривалась возможность установить пару 20-мм пушек. Всего компания изготовила три броневика A5P, после чего командование отдало предпочтение «Эрхардтам».

## Боевое применение
Вместе с двумя другими прототипами Büssing A5P был послан сперва на Западный фронт. Осенью 1916 года броневики были посланы на румынский фронт, где образовали отряд MG-Zug 1 при кавалерийском корпусе Шметтова. В 1918 году как минимум один A5P участвовал в боях на Украине. При выводе войск в 1919 году броневик, вероятнее всего, был брошен в районе Николаева.